# 綦江烈士陵園
綦江烈士陵園位於重慶市綦江区古南街道新山村陵园路，建于1956年，原名南坪陵园，1983年更名为綦江烈士陵园，现为区级文物保护单位。
1986年6月3日公布为第一批綦江县文物保护单位。1992年3月19日列為重慶市第二批市級文物保護單位。